# Club Olimpia
El Club Olimpia es una entidad deportiva con sede en la ciudad de Asunción, Paraguay. Fue fundado el 25 de julio de 1902 por un grupo de jóvenes paraguayos. El nombre nace a raíz de la idea de su miembro fundador principal, William Paats, un neerlandés radicado en Paraguay a fines del siglo XIX, quien es considerado el padre del fútbol paraguayo por haber insertado y fomentado la práctica de dicha disciplina deportiva en el país. El equipo de fútbol ejerce de local en el Estadio Osvaldo Domínguez Dibb, más conocido como El Bosque o Para uno.
El Decano o Rey de Copas es la institución más laureada del balompié paraguayo con 47 títulos de Primera División. Ostenta, además, una marca imbatible de seis títulos absolutos de manera sucesiva, lo cual lo convierte en el único hexacampeón del fútbol guaraní. En el campo internacional posee ocho títulos oficiales, entre los que se destacan tres Copas Libertadores y una Copa Intercontinental.
En 1979 obtuvo un logro exclusivo de un grupo de clubes, al alzarse con todos los títulos oficiales en una sola temporada (año calendario), alcanzando así la cuádruple corona: Campeonato Paraguayo, Copa Libertadores, Copa Interamericana y Copa Intercontinental.
Es el único club en adjudicarse un título internacional sin haberlo disputado por medio de un enfrentamiento definitorio, puesto que se coronó como vencedor de los dos torneos sudamericanos correspondientes al año 1990: la Copa Libertadores y la Supercopa Sudamericana, con lo cual, al no disponer de adversario, se le otorgó de forma automática la Recopa Sudamericana. Tales logros lo colocaron en el 5° puesto entre los mejores clubes de América del siglo XX.
Con la obtención de la Copa Libertadores 2002 y la Recopa Sudamericana 2003, el Franjeado forma parte del quinteto de clubes que a lo largo y ancho de la historia se han adjudicado como mínimo un título internacional al conmemorar 100 años de vida institucional. Se destaca también como el único club en disputar al menos una final de Copa Libertadores en cada década, desde su creación en 1960, hasta hoy. Fueron siete: 1960, 1979, 1989, 1990, 1991, 2002 y 2013.
Disputa el Superclásico del fútbol paraguayo con el Club Cerro Porteño, considerado como uno de los duelos más tradicionales de Sudamérica. Asimismo, enfrenta a Libertad en el Clásico Blanco y Negro y a Guaraní en el Clásico Más Añejo. Por último, mantiene también una rivalidad con el Club Nacional del Barrio Obrero, que si bien es considerada "clásica" por algunos medios, es más bien tomada por ambos clubes como una rivalidad menor.

## Historia

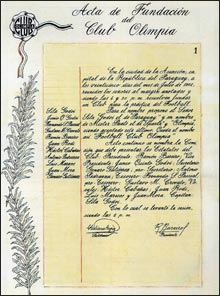
Acta de fundación del Club Olimpia.

### Era amateur: primer club paraguayo (1902-1934)
Fundación y primeros años
El neerlandés William Paats había traído la primera pelota de fútbol al Paraguay. La fiebre futbolera se acrecentó con los años, y esto inspiró a Paats a crear una institución de fútbol. Así, el viernes 25 de julio de 1902, un grupo de amigos aficionados a este deporte decidieron reunirse en la casa de la familia Rodi, sito en la actual esquina de "Azara" e "Independencia Nacional" en la ciudad de Asunción, para la fundación de una nueva entidad deportiva. Esa tarde surgieron varias ideas con respecto a la denominación que llevaría el club. El dueño de casa propuso llamarlo "Paraguay", otros sugirieron "Esparta", pero finalmente triunfó la propuesta del gran promotor de la reunión, William Paats, la de denominarlo "Football Club Olimpia", en honor al sitio donde los atenienses disputaban sus competencias deportivas que hoy se conocen como Juegos Olímpicos.

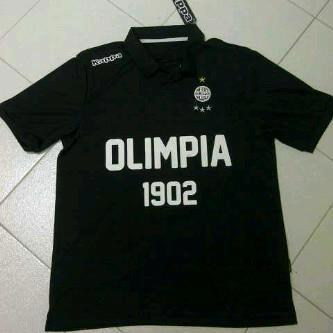
Evocación a la primera camiseta de Olimpia en 1902.

Los colores inicialmente fueron de color negro, luego se le agregó el color blanco basado en la taza de té de William Paats.
La primera Comisión Directiva estuvo compuesta por: Ramón Bareiro, como presidente; Junio Quinto Godoy, vicepresidente; Genaro Gutiérrez Yegros, secretario; Antonio Pedraza, prosecretario; y Fernando S. Pascual, tesorero. Fueron vocales: Héctor Cabañas Velázquez, Juan Rodi, Luis Marecos y Juan D. Mora, y fue elegido Capitán General, Lucio Sila Godoy. También participó de la reunión José E. Torres.
El primer uniforme fue totalmente negro y con la inscripción en el pecho en letras blancas y en mayúsculas "OLIMPIA". En tanto que el origen del tradicional diseño de la camiseta compuesta por una franja negra horizontal sobre fondo blanco se basó en una taza neerlandesa que utilizaba el propio William Paats para alimentarse, la cual le recordaba a su madre y su patria. Las camisetas fueron encargadas por Paats para su confección durante uno de los viajes a su país natal y posteriormente donadas al club. La primera vez que el equipo lució dicha indumentaria se produjo en el marco del primer Torneo Olímpico Nacional realizado en 1909.
Para el 25 de noviembre de 1903 los directivos de las entidades de Olimpia y Guaraní, acordaron la realización de lo que podría considerarse el primer partido de fútbol interclubes del Paraguay. La afición deportiva se agolpó en multitud a la "Quinta Caballero" del General Bernardino Caballero, y en ese primer "duelo" se alistaron en filas del Olimpia los hermanos Lucio "Cayo" Sila Godoy y Junio Quinto Godoy, Pedro Caballero, Arrom, Sosa, Crovato, G. Gutiérrez Yegros, entre otros. Guaraní finalmente perdió el encuentro por 1-0.
Otra versión de este primer encuentro señala que se realizó en la "Plaza Constitución" y que terminó en anécdota, pues al cobrarse un penal (el árbitro fue Carlos Sosa) a favor de Guaraní, el jugador olimpista Lucio "Cayo" Sila Godoy y dueño de la pelota, la retiró para no permitir que se ejecutara, por lo que el partido culminó antes de hora en un empate. Posteriormente, se habría realizado un segundo encuentro en la ciudad de "San Bernardino", favorable a los "aborígenes" por 2-1.
Los primeros campeonatos nacionales

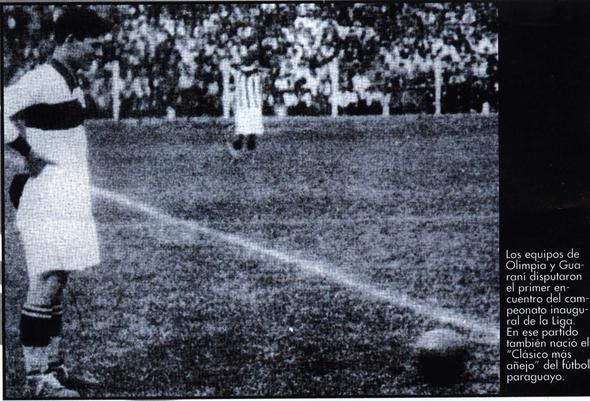
En 1906, Olimpia y Guaraní protagonizaban el primer partido oficial en la historia del fútbol paraguayo.

El 18 de junio de 1906 se fundó la "Liga Paraguaya de Foot Ball Association" contando con la participación de dirigentes del Olimpia (como William Paats y Junio Quinto Godoy), junto a otros de Guaraní, Libertad, General Díaz de Asunción y Nacional.
El primer campeonato oficial de Paraguay se jugó en el año 1906. Un 8 de julio, Olimpia jugó en la primera fecha contra Guaraní(el primer partido oficial en todo el fútbol paraguayo), Olimpia vs Guaraní el considerado primer clásico paraguayo, que en el futuro sería recordado sencillamente como el "Clásico Más Añejo" del fútbol local; el partido terminó empatado 1-1, pero el campeonato luego lo ganó el Club Guaraní. Ese año Olimpia logró el subcampeonato en una definición ante Libertad, al cual derrotó por 5-4. Al año siguiente, fue nuevamente el subcampeón del aún invicto Guaraní.
Primer título y primer tricampeonato
El primer título de Liga de Olimpia fue en 1912 que además fue su primer título oficial general el decano ganó el torneo con 18 puntos en 6 partidos jugados cabe resaltar que en realidad jugó 5 partidos ya que el Club Nacional (Paraguay) no se presentó a jugar el partidos en la segunda rueda frente a Olimpia y de este modo ganó los puntos y ascendiendo a 9 superando en el puntaje al Club Sol de América. Unos de los campeonatos más recordados por Olimpia en sus primeros años fue el de 1914. En la octava edición de la Primera División participaron 6 equipos, entre los que se incluía a River Plate (Paraguay), campeón de la "Segunda División". La definición del torneo se realizó entre los equipos de Olimpia y Cerro Porteño (fundado el año que Olimpia obtuvo su primer título), y se iniciaba entonces una rivalidad particular entre ambas instituciones, la que habría de prolongarse a través de los años hasta alcanzar los choques entre ambos la categoría de "Súperclásico del fútbol paraguayo". La primera final terminó 2-2, por lo que se jugó una segunda final, la cual nuevamente acabó en empate, 1-1. El tercer encuentro también fue muy disputado, pero el "equipo franjeado" superó a Cerro Porteño por 3-2 con goles de Schaerer y Gaona. Al año siguiente, nuevamente los mismos equipos desempataron el primer puesto a través de partidos extras, esta vez el campeón fue Cerro, tras el 1-1 y 7-4.
El campeonato de 1916 fue ganado por Olimpia anticipadamente y con gran superioridad, obteniendo el título cuando aún tenía dos partidos pendientes, en fecha 12 de noviembre. Aquel equipo campeón oficial estaba integrado por David García, José Sosa Gaona, César Mena Porta ("El Gran Capitán"), José Domínguez y Alberto Vázquez. También lo conformaron Wilfrido Contreras, Carlos Oliva, Francisco Caballero Álvarez, Ángel Hermosilla y Francisco Bareiro. Olimpia casi logró el campeonato de forma invicta, perdiendo solamente un partido. Con su tercer campeonato, Olimpia se adueñó también de la "Copa El Diario", en juego desde 1906. Esta copa se le adjudicó por ser el primer equipo en lograr tres campeonatos oficiales.
El decano ganó el campeonato de la temporada 1925 y luego Olimpia logró el tricampeonato, de 1927 al 1929 (con Aurelio González como gran figura), siendo el primer equipo paraguayo en conseguirlo. Olimpia realizó en aquellos años la primera gira de larga extensión por Chile y Perú, ganando sus compromisos incluyendo a las propias selecciones de estos países; con un resultado en la general de 5 victorias, 4 empates y solo 3 derrotas.[cita requerida] Olimpia volvió a ganar el campeonato de 1931 que tuvo una duración de "catorce meses" (31/mayo/1931 al 26/junio/1932) al sufrir una larga interrupción luego de los sangrientos sucesos políticos del 23 de octubre de 1931 y también cuando ya se oían los primeros disparos de la guerra del Chaco.

### Era profesional: altas y bajas (1935-1955)
Segundo tricampeonato
En 1935 se reanudó el campeonato y comenzó la era "profesional". Para el club otro tricampeonato llegó pronto, con las victorias de 1936, 1937 y 1938. Grandes jugadores fueron sus artífices, como: Juan Félix Lezcano, Gabino Marín, Juan de Rosa Duarte, Flaminio Silva, Aurelio González, entre otros baluartes.
Más títulos: dos campeonatos y tres plaquetas 
El honor volvería en 1943, al ganar la Plaqueta Millington Drake, una competición corta jugada previamente al torneo principal que era conocida también como "Torneo de Honor".
El decano debió esperar para alcanzar la posición número en la Primera División hasta el torneo de 1947, el cual fue interrumpido por algún tiempo debido a la Guerra Civil Paraguaya; luego, Olimpia volvió a ganar el campeonato en 1948. Demostrando su dominio futbolístico en esos mismos dos años el club también conquistó el bicampeonato de la Plaqueta Millington Drake 1947 y 1948.
En la primera mitad de la década de 1950, el único logro fue una nueva plaqueta en 1951 y los demás años pasó casi desapercibido, salvo el vicecampeonato de 1955, en el cual quedó muy lejos del campeón.

### Manuel Ferreira, el Gran Capitán y el pentacampeonato (1956-1960)

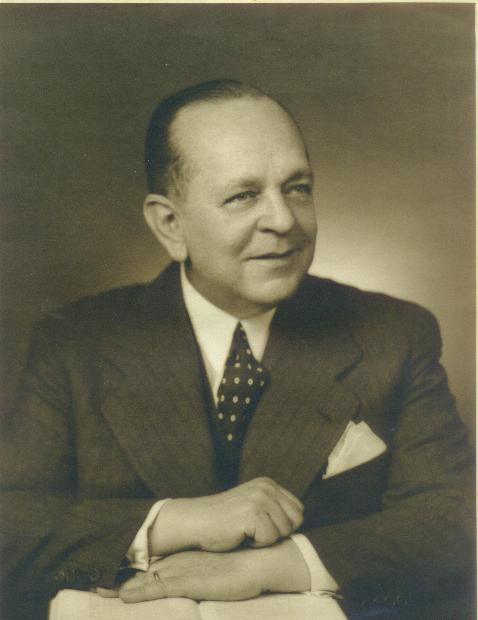
Manuel Ferreira Sosa.

Olimpia remarcó su predominio en la Liga Paraguaya de Fútbol cuando Manuel Ferreira Sosa asumió la presidencia del club a mediados de los años '50. Durante su mandato, se construyó el escenario actual del club, el Estadio Manuel Ferreira. Sin embargo, lo más llamativo de la presidencia de Ferreira fueron los éxitos deportivos. El club consigue un nuevo récord paraguayo vigente hasta la fecha, al ganar cinco campeonatos seguidos entre 1956 y 1960 (invicto en el de 1959), todos bajo la dirección técnica del Gran Capitán, Aurelio González. Tales conquistas le valieron el mote de "Expreso Decano", un apodo conservado hasta hoy en día en alusión a su imparable paso ganador. También se logró el primer gran éxito internacional al llegar a la final de la primera edición de la Copa Libertadores de América, torneo que originalmente llevaba el nombre de "Copa de Campeones de América".
Todo comenzó en el año 1956 en un campeonato a dos ruedas. Libertad ganó la primera pero no la segunda, ganado por el Olimpia en cuyas filas comenzó a actuar su línea defensiva que luego sería famosa: Los Arévalo, los Lezcano y compañía constituirían la defensa olimpista y en la finalísima contra Libertad se proclamaría campeón absoluto del torneo.
El "Decano" volvió a consagrarse en 1957, en una competencia muy pareja que se definió en la última fecha, cuando era Sol de América el club que estaba más cerca de la conquista, el cual con solo empatar sería campeón. Olimpia le ganó 1 a 0 en su propia cancha alcanzó el bicampeonato absoluto, consagrándose además Juan Bautista Agüero como goleador del campeonato con 14 anotaciones.
Al año siguiente, el triunfo decano fue más amplio, pero en el último partido Libertad ganó 3-2, impidiéndole que obtuviera el campeonato en forma invicta. Olimpia lograba nuevamente otro tricampeonato. Más glorioso para Olimpia fue el año de 1959, porque conquistó el título y con ello fue el primer tetracampeón paraguayo, en forma invicta y con 9 puntos de ventaja sobre su tradicional rival Cerro Porteño que quedó segundo por tercer año consecutivo. El "Decano" lograba así el primer "tetracampeonato" del fútbol paraguayo.
En 1960 volvió a consagrarse campeón, superando nuevamente al subcampeón Cerro Porteño, esta vez por 6 puntos de diferencia. La "Marea Franjeada" lograba el gran y primer «pentacampeonato» del fútbol paraguayo, ratificando sus motes de «Rey de copas» y «Expreso decano».
Entre los artífices del glorioso logro se encontraban «el gran capitán» Aurelio González (ganador como futbolista, y en ese entonces como técnico), Claudio Lezcano, Edelmiro Arévalos, Juan Vicente Lezcano (capitán de ese equipo), Eligio Echagüe, Herminio Arias, Luis Doldán, entre otros.

### Finalista de América
En el año 1960 por primera vez se puso en marcha la "Copa de Campeones de América", hoy llamada "Copa Libertadores de América", con la participación de los campeones de cada país. En las finales, Olimpia perdió ante el Peñarol, 1-0 de ida en Montevideo y empató 1-1 en Asunción, dándole a Peñarol su primer título continental y a Olimpia su primer subcampeonato oficial internacional.

### Más consagraciones nacionales (1961-1975)
En 1961 se cortó la racha olimpista en un campeonato nacional muy reñido, pero se consagró vicecampeón. De todos los campeonatos narrados hasta el momento, la de 1962 se constituyó en uno de los más interesantes, ya que el club Nacional logró formar un gran equipo, pero perdió en el último partido contra el Olimpia.
En 1965, Olimpia y Guaraní quedaron empatados con 23 puntos, en un campeonato de dos ruedas. En los partidos de desempate, el Olimpia salió victorioso, que luego de perder el primero, ganó los otros dos. Luego obtuvo el campeonato de 1968, esta vez en un campeonato a tres ruedas.
Olimpia obtiene sendos campeonatos en los años 1971 y 1975, siendo sus "vices" Cerro Porteño y el Sportivo Luqueño respectivamente. A pesar de los años, el Olimpia mantenía equipos competitivos, siendo considerado el mejor equipo de Paraguay y el mejor representante hasta ese momento.

### Osvaldo Domínguez Dibb: primera etapa (1976-1990)
La elección del presidente Osvaldo Domínguez Dibb en 1976 es una parte clave en la historia de Olimpia. Conjuntamente con el Señor Don Guido Curiel, quien fue Gerente desde el año 1968 al 1987. El nuevo presidente Osvaldo Domínguez Dibb contrató al uruguayo Luis Alberto Cubilla como director técnico, que en 1979 llevó al club a conquistar su primer Copa Libertadores, realizando una campaña estupenda con 9 triunfos, un par de empates y una sola derrota, habiendo anotado 23 goles y encajado 7. También participaron jugadores como Cristín Cibils, que también jugó en el seleccionado paraguayo y que años después, jugó en Deportes La Serena de Chile, antes de volver al club olimpista el rey además conquisto la primera edición del Torneo República en 1976
El club había tenido que superar 7 años, de no poder la fase de Grupo de la Copa Libertadores de América (desde la temporada 1970 no clasificó en el 71) y el año anterior a la gloria, el "Franjeado" ni siquiera había clasificado a la copa.

### La conquista de América
Copa Libertadores 1979
En 1979, Olimpia clasificó como el campeón paraguayo, luego de no participar en la edición anterior. Llegó de esta forma a su 2° final de la Copa Libertadores donde enfrentó al entonces bicampeón del torneo, Boca Juniors de Argentina. En el partido de ida, el 22 de julio, jugado en Asunción, Olimpia ganó por 2-0 con goles de Osvaldo Aquino y del uruguayo Miguel Ángel Piazza. El primer gol llegó tras una serie de errores en el área xeneize, y el segundo llegó tras un tiro libre inofensivo que se le escapa de las manos al por entonces gran arquero de Boca Hugo Gatti.
Tiempo antes del encuentro, el presidente de Boca le había ofrecido al presidente de Olimpia Osvaldo Domínguez Dibb un maletín lleno de dinero, con el objetivo de que el club paraguayo se dejara derrotar en el encuentro revancha, y así pasar a una finalísima en Montevideo (donde se disputaban los partidos extras por el título). El Presidente Decano rechazó la propuesta con una simple pero importante frase que quedaría en la historia del club: "La Gloria no Tiene Precio". Y así el "Rey de Copas Paraguayo" lograba su 1° Copa Libertadores y su 1.º título internacional.
En el partido de vuelta, disputado en La Bombonera el 27 de julio, empataron 0 a 0, por lo que Olimpia se coronó ante el poderoso equipo argentino, siendo hasta hoy, junto con el Santos de Brasil (1963), uno de los dos únicos equipos que han dado la vuelta olímpica por Copa Libertadores en La Bombonera de Buenos Aires, Argentina. Y junto con el Real Madrid (1994), uno de los tres únicos equipos que han dado la vuelta olímpica en La Bombonera por torneos internacionales oficiales.
Copa Intercontinental 1979 y Copa Interamericana 1979
En ese mismo año, Olimpia conquistó la Copa Intercontinental venciendo al Malmö FF de Suecia (equipo que participó en reemplazo del Nottingham Forest de Inglaterra, campeón de la Copa de Campeones de Europa de aquel año), en la que sería la última final de este certamen jugada a dos partidos con localía recíproca (1-0, en Malmö y 2-1, en Asunción, ambos con victoria del equipo sudamericano) obteniendo un agregado de 3-1; como así también la Copa Interamericana disputada en 1980 derrotando al Deportivo FAS de El Salvador logrando el resultado global de 8-3.

### El hexacampeonato y más logros
El éxito de Olimpia no se vio limitado por las conquistas internacionales: también logró varios campeonatos locales batiendo su propio récord de cinco campeonatos consecutivos al conseguir el recordado hexacampeonato, desde el 1978 al 1983. En 1979, la Selección de Paraguay logró su segunda Copa América, con 10 futbolistas de Olimpia en sus filas.[cita requerida] En 1984 el club obtuvo el 3° lugar, pero volvió a campeonar en 1985.
En 1987 logra en forma invicta el 1° Torneo Nacional de Integración, organizado por la novel Asociación del Fútbol Profesional Paraguayo (AFPP).[cita requerida] Y luego un nuevo bicampeonato, de la Liga en 1988 y 1989. Estos campeonatos, permitirían la clasificación del club a la Copa Libertadores, en la cual, estaba empezando su segunda época de gloria, con el vicecampeonato obtenido en 1989, tras perder la final en Colombia contra el Nacional de Medellín, por 5-4 en penales, en un partido con arbitraje polémico del argentino Juan Carlos Loustau en medio de un ambiente muy tenso.
El presidente del club en ese entonces, Osvaldo Domínguez Dibb, contrató a Raúl Vicente Amarilla, quien venía de ser figura en el fútbol español. La incorporación de Amarilla y otros jugadores dio rápidamente sus frutos.

### Segunda Libertadores y una década de éxitos
Copa Libertadores 1990
Este torneo contó con la participación de 20 clubes, siendo Olimpia el representante 1 de Paraguay, en calidad de campeón del año anterior. En la primera etapa el club clasificó como el primero de su grupo que incluía a Cerro Porteño y a dos brasileños. En octavos de final estuvo libre debido a que no hubo campeonato en Colombia en 1989, pasando directamente a cuartos donde eliminó a Universidad Católica de Chile. En semifinales se tomó la revancha contra el Nacional de Colombia y lo eliminó en penales, tras ganar en Chile (debido a otra suspensión, la del estadio de Medellín) y perder por 3-2 en Asunción.
Olimpia logró así llegar a la final de la Copa Libertadores por 4.ª vez en su historia y por 2.ª consecutiva. En esta ocasión su rival sería el equipo de Barcelona de Guayaquil, Ecuador. En el primer partido, el "Decano" ganó (así como en 1989) por 2-0 como local con goles de Raúl Vicente Amarilla y Adriano Samaniego, y en la revancha del 10 de octubre consiguió un empate de 1-1 (con otro gol de Amarilla), logrando tras 11 años nuevamente ser el mejor de América, y nuevamente bajo la dirección de Luis Alberto Cubilla. Olimpia conquistó así su 2° Copa Libertadores y su 4° estrella internacional.
El delantero paraguayo Raúl Amarilla se consagró ese año como el Rey de América, y el otro delantero, el también paraguayo Adriano Samaniego resultó el Goleador del Torneo con 7 tantos.
Supercopa 1990 y Recopa Sudamericana 1991
Olimpia también se adjudicó otras copas internacionales importantes en el mismo año. En 1990, tras una de sus mejores campañas, obtuvo la Supercopa Sudamericana. La campaña fue apabullante sobre todo de local. En el primer encuentro perdió frente a River Plate de Buenos Aires por 3-0; pero en la revancha, el "Franjeado" igualaría el resultado venciendo de la misma manera. En la tanda de penales, Díaz de River fallaría y Olimpia avanzaba a la siguiente ronda.
En cuartos, Olimpia enfrentaría por primera vez en una competición oficial al Racing Club de Avellaneda (rival acérrimo de Independiente de Avellaneda), con el cual empataría en el partido de ida 1-1, en Asunción; y en el encuentro de vuelta ganaría por 3-0 al equipo argentino en la misma Buenos Aires. Así, avanzaría a semifinales.
En el siguiente encuentro enfrentaría en la reedición de un viejo clásico y del enfrentamiento de la final de la Copa Libertadores del '60, al Peñarol de Montevideo. El encuentro de ida acabaría 2-1 a favor del equipo uruguayo; pero en la vuelta, el equipo Oriental sufriría su peor derrota internacional cayendo estrepitosamente por 6-0, dándole a Olimpia (de alguna manera), la venganza del '60 y del '61. En la gran final, el "Expreso Decano" hacía hincapié de su "mote" y comenzaría a derrotar al otro equipo de Montevideo: el también uruguayo Nacional (clásico rival de Peñarol), por 3-0. En la revancha se daría un excelente partido acabando 3-3, y permitiendo que el "Rey de Copas" se quedara con la Supercopa.
Olimpia consiguió de esa forma aquel título en 1990. De esta manera, ocurrió algo que jamás se había producido en América y que hasta el día de hoy no se ha repetido: el club paraguayo debió haber jugado la Recopa Sudamericana de 1991, pero como ya había obtenido la Copa Libertadores y la Supercopa Sudamericana, ambas en 1990, termina adjudicándose el título ya que no tenía oponente con quien disputarla. El "Coloso Decano" llegaba entonces a su 6° estrella internacional.
Copa Intercontinental 1990
En ese mismo año, el "Decano" al haberse alzado con el título de "Campeón de América" nuevamente al conseguir ganar por 2ª vez en su historia la Copa Libertadores de América bajo la dirección técnica del uruguayo Luis Alberto Cubilla, se ganó el derecho de disputar la Copa Intercontinental en el Estadio Nacional de Tokio, Japón de 1990 con el AC Milan italiano, equipo campeón de la Liga de Campeones de la UEFA 1989-90, conducido por el entrenador italiano Arrigo Sacchi.
Esta fue la 29.ª edición del torneo continental que enfrentó un 9 de diciembre de 1990 una vez más al campeón de la UEFA (Europa) ante el campeón de la CONMEBOL (Sudamérica).
El ganador y por tanto campeón intercontinental de esa edición fue el AC Milan con un resultado y juego ampliamente superior con todas sus estrellas al equipo franjeado, con un 3-0 contundente sobre Olimpia. Los goles fueron obra de Frank Rijkaard a los 43', Illian Farinha a los 62' y nuevamente Rijkaard a los 65'.
El árbitro encargado de impartir justicia en este encuentro fue el brasileño José Roberto Wright.
Así el AC Milan se alzaba con su 3° y última Copa Intercontinental en 1990, mientras que Olimpia se debía conformar con el subcampeonato intercontinental y el haber llegado a su 2° final de este certamen para disputarla contra un gran equipo europeo que contaba con sus grandes figuras como el arquero Giovanni Galli, el defensor capitán italiano Franco Baresi, y los también defensores italianos Alessandro Costacurta y Paolo Maldini, el ya mencionado mediocampista neerlandés, goleador del encuentro y gran figura sobresaliente Frank Rijkaard, el delantero neerlandés Marco van Basten, entre otros más, todos en su mejor momento futbolístico.

### Óscar Carísimo Netto (1991-1995)
A nivel nacional, Olimpia se consagró campeón invicto del Torneo República en 1992. Luego, campeonó en la primera división en 1993 y 1995, en este último, derrotando por penales a Cerro Porteño, tras ganar las dos ruedas iniciales (entre 13 equipos), perder solo 2 partidos de 31, y haber cosechado un total de 69 puntos.
Olimpia también ostenta el récord de partidos invictos en el fútbol paraguayo con 40 partidos seguidos. El "Franjeado" alcanzó tal cifra con 26 juegos sin derrotas en el segundo torneo de 1993 y los primeros 14 encuentros del primer certamen de 1994.

### Osvaldo Domínguez Dibb: segunda etapa (1996-2004)
También sobresale claramente el tetracampeonato de 1997 a 2000. Dichos logros estuvieron por encima de los fracasos internacionales de esos años, dejando en claro la superioridad de Olimpia a nivel local, siempre de la mano del técnico Luis Alberto Cubilla y del presidente del club Osvaldo Domínguez Dibb.
El "Decano" lograría proezas con grandes futbolistas que después brillarían en la Selección Paraguaya, tales como: Denis Ramón Caniza, Carlos Humberto Paredes, Julio César Cáceres o el propio Roque Santa Cruz, el jugador cuyo fichaje fue el mejor valorado entonces, comprado por el Bayern Múnich de Alemania.

### Centenario y regreso a la gloria (2002-2003)
Copa Libertadores 2002

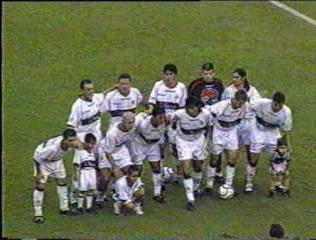
Alineación de Olimpia en la Copa Libertadores 2002.

El 25 de julio de 2002, Olimpia celebraba su centenario. Y fue justamente en aquel año cuando el club consigue su tercera Copa Libertadores de América al derrotar al São Caetano de Brasil en la final.
El camino del "Franjeado" comenzaba el 21 de febrero al derrotar en Asunción al Once Caldas colombiano por 3-2. Luego viajaría a la capital chilena en donde volvería a lograr la victoria, esta vez de 1-0, frente a la Universidad Católica de aquel país. Olimpia terminaría la primera vuelta sacando un empate sin goles ante el popular Flamengo, en Río de Janeiro.
En la ronda de revanchas, comenzaría cayendo en Manizales frente al Once Caldas por la cuenta de 1-2, lo que obligaba a sacar un buen resultado como local. Sin embargo, en dicho encuentro, el equipo de la "franja negra" no pasó del empate frente a la U. Católica, lo cual condicionaba hasta ese momento su clasificación. Pero, el 10 de abril, conseguiría derrotar al Flamengo por 2-0 en el Defensores del Chaco, con goles de Gastón Córdoba y Richart Báez. De esa forma, Olimpia accedía a la fase de Octavos de final en la primera posición del Grupo 8.
Ya instalado ahí, el "Franjeado" viajaba al "Desierto de Calama" para enfrentarse al Cobreloa chileno. A poco de finalizar la primera fracción del partido que se encontraba igualado 1-1, el árbitro del partido, el argentino Ángel Sánchez, sufría una grave agresión por parte de un hincha de la parcialidad local por medio de un proyectil lanzado desde la tribuna, el cual impactó de lleno en su cabeza. Este incidente provocó la suspensión inmediata del encuentro, hecho que derivó en la decisión de la CONMEBOL de tomar las medidas correspondientes según lo estipulado en las reglas de competición para este tipo de casos, concediéndose a Olimpia un resultado final de 2-0 a su favor. En Asunción, el "Rey de Copas" ratificaba su acceso a la siguiente fase con otro triunfo, en esta ocasión por 2-1.
En cuartos de final, le esperaba un "viejo conocido" en estas lides internacionales, con el cual reeditaría un verdadero clásico sudamericano, tras haberse visto las caras en el transcurso del tiempo en otras tantas oportunidades: el equipo argentino Boca Juniors. En la mítica Bombonera de Buenos Aires (mismo escenario en donde el "Decano" había conquistado su 1° Copa Libertadores de América, en 1979), el resultado arrojaría un empate de 1-1. Carlos Tévez se encargaría de abrir el tanteador a favor del equipo argentino, mientras que el defensor auriazul, Cristian Traverso, marcaría en contra de su valla para la igualdad a favor de Olimpia.
En la revancha disputada en Asunción, tras un primer tiempo ampliamente dominado por Olimpia creando numerosas situaciones de gol, Néstor Isasi anotaba desde un lejano tiro libre directo para darle a su equipo el gol de la victoria que lo depositaba una vez más en unas semifinales de Copa Libertadores (su undécima presencia en esta fase en la historia del certamen continental). Con este resultado, Olimpia confirmaba el "mote" de "verdugo de Boca", pues también se había encargado de eliminarlo de otras dos ediciones anteriores del mismo torneo: en la ya mencionada final de 1979 y en la de octavos de final de 1989. Curiosamente, al igual que como ya había sucedido en 1979, Boca Juniors llegaba al duelo como vigente bicampéon del torneo.
En semifinales, el equipo paraguayo se medía, en un choque de bicampeones de América, al Grêmio de Porto Alegre. En la ida disputada en suelo guaraní, Olimpia derrotaría al cuadro brasileño por 3-2. Los goles del conjunto ganador fueron marcados por Sergio Órteman, en dos ocasiones, y el restante por obra de Miguel Ángel "Peque" Benítez. En el juego de vuelta, en un partido trabado sin muchas ocasiones de gol, Grêmio vencería por 1-0, forzando la definición a través de una tanda de tiros penales, en la cual los olimpistas derrotarían al equipo brasileño por 5-4, anotando el último penal el mediocampista Juan Carlos "Choco" Franco. De esta manera, Olimpia regresaba a una final internacional, desde 1992, año en que dirimió ante el Atlético Mineiro el título de la extinta Copa Conmebol.
En la gran final, el "Decano" caía sorpresivamente por 1-0 en condición de local frente al sorprendente brasileño São Caetano, el cual se había erigido como uno de los tres equipos más fuertes del Brasil de aquellos años, obteniendo dos subcampeonatos del prestigioso Campeonato Brasileño de Serie A más conocido como Brasileirão, en los años 2000 y 2001, y el Campeonato Paulista de 2004. Pero en la revancha, por medio de una reacción con ribetes épicos, Olimpia daría vuelta la historia, primero venciendo por 2-1 durante el tiempo reglamentario de 90 minutos, con goles de Gastón Córdoba y Richart Báez, para obligar más tarde a una nueva definición de tiros desde el punto penal, en la cual otra vez saldría vencedor el equipo franjeado, en este caso por 4-2, tras la conversión en gol del último remate ejecutado por Mauro Caballero, conquistando así su 3° Copa Libertadores de América, la 7° estrella internacional hasta entonces sumando todas las competiciones.
Copa Intercontinental 2002
Más tarde, Olimpia se tuvo que contentar, al igual que en 1990, con el subcampeonato de la Copa Intercontinental de 2002, que en esta ocasión fue ganada por el Real Madrid de España, con un resultado de 2-0. El Real Madrid, contaba en sus filas con jugadores de la talla de Iker Casillas, Roberto Carlos, Claude Makélélé, Zinedine Zidane, Luís Figo, Raúl y la reciente incorporación, el "Fenómeno" brasileño Ronaldo, quién debutaba internacionalmente con el equipo merengue frente al Olimpia.
En un partido que se tornaría relativamente parejo, un pase cruzado de Roberto Carlos que pasó por toda la línea franjeada, le quedó finalmente a Ronaldo, quién con facilidad la mandaba adentro del arco de Ricardo "El Mono" Tavarelli. En la segunda etapa, Guti marcó de cabeza para determinar el 2 a 0 final.
No obstante, el equipo sudamericano dispuso de varias ocasiones para al menos anotar un gol, como por ejemplo, en el primer tiempo un cabezazo de Nelson Zelaya desviado por el defensa «merengue» Fernando Hierro contra su propia portería ni bien empezado el partido, un potente disparo de media volea sin dejar botar el balón de Hernán Rodrigo López que se estrelló en el poste izquierdo del arco madridista tras un centro de Néstor Isasi, apenas un par de minutos después del primer tanto merengue, también un remate débil de Miguel Ángel "Peque" Benítez a escasos metros de la línea de gol que salvó providencialmente el arquero Iker Casillas cuando este parecía vencido arrojado en el piso, como así también un cabezazo del recién ingresado delantero franjeado Richart Báez que se perdió al lado del palo derecho de Casillas en la segunda parte del encuentro minutos antes del segundo gol del equipo merengue.
Recopa Sudamericana 2003
En 2003, el cuadro de la "franja negra" sumaba su 8° presea internacional al obtener por 2ª vez la Recopa Sudamericana, venciendo por 2-0 en la final a San Lorenzo de Almagro de Argentina, campeón de la Copa Sudamericana 2002, en partido celebrado el 12 de julio en el estadio Memorial Coliseum de Los Ángeles, Estados Unidos. Los goles del delantero uruguayo Hernán Rodrigo López, a los 28', y del capitán Julio César Enciso, de penal, a los 69', plasmaron en el resultado la superioridad de Olimpia en el trámite del encuentro.

### Crisis (2004-2010)
Tras la renuncia del presidente Osvaldo Domínguez Dibb, a partir de 2004, el club sufriría una debacle importante terminando último lugar en la tabla de posiciones en el campeonato del 2004, lo que se repitió en el Torneo Apertura 2005. Pero, repuntaría notoriamente en el Clausura 2005 logrando el tercer puesto, a solo 5 puntos del campeón, y habiendo tenido posibilidades de dar la vuelta en las últimas fechas. En 2007 lograría clasificar a la Copa Sudamericana 2008, donde sería eliminado ante la Universidad Católica. En 2010 volvía a la Copa Sudamericana 2010 donde sería eliminado frente al Defensor Sporting uruguayo.
Dirigentes tales como: Óscar Carísimo Netto u Óscar Paciello, no fueron capaces de sacar al Olimpia del profundo pozo en el que se encontraba, viéndose obligados a dejar sus cargos y también con ellos los técnicos contratados por estos. Algunos de los técnicos que estuvieron en el club en esos años fueron: Gustavo Benítez, José Saturnino "Pepe" Cardozo, Gustavo Costas, Carlos Kiese e incluso el propio Luis Cubilla.
En 2004, la situación había empeorado con la salida de la mayoría de los jugadores que en ese momento habían sido contratados y de los baluartes en los años 2002-03. El club terminaría en un histórico "último lugar" en la tabla de posiciones y se salvó del descenso. En el primer semestre del 2005 el "Decano" no modificaría mucho su rendimiento, y con apenas dos victorias en toda la competición acabaría nuevamente en la última posición en la tabla de posiciones. Pero en el segundo semestre del 2005, el conjunto franjeado se encontraría en el primer lugar por varias fechas. Pese a esto, Cerro Porteño lo derrotaría en la penúltima jornada quedándose con la punta hasta el final del torneo, y dejando a Olimpia en la tercera posición, puesto que Libertad se quedaría finalmente con el segundo lugar.
Olimpia sería mala e irregular en el 2006 logrando en la 6° posición pero en el Campeonato Paraguayo de Fútbol 2007, el cuadro olimpista mejoraría en cuanto a los últimos resultados logrando clasificar a la Copa Sudamericana 2008.
En 2009, los resultados del "Rey de Copas" continuaban en sequía. Sin embargo, Olimpia experimentaba un leve mejoramiento pues acumulaba puntos suficientes como para clasificarse a la Copa Sudamericana 2010.
En 2010, el equipo de "Para Uno" realizaba una campaña regular, clasificando nuevamente a la Copa Sudamericana 2011 por segundo año consecutivo; a nivel de colocaciones en la tabla de ambos torneos, seguía igual que en los últimos dos años y no podía avanzar más allá de la 3.ª posición general.

### Fin de sequía (2011-2012)
El nuevo presidente de la institución franjeada, Marcelo Recanate, llegaba al club en 2011 con la clara intención de devolver al Olimpia a los primeros planos del fútbol local e internacional. Por eso, había realizado una considerable inversión millonaria fichando a nuevos jugadores como así también repatriando algunos otros que fueron figuras determinantes en la consagración continental ocurrida entre 2002 y 2003, tales como Julio César Cáceres y Sergio Órteman. Ya en el Torneo Apertura 2011 acabaría como vicecampeón, pero en el Torneo Clausura 2011 de ese mismo año, de la mano del entrenador uruguayo Gerardo Pelusso, alzaría al fin el campeonato doméstico después de 11 años de ostracismo.
En el Torneo Apertura 2012, Olimpia batía su propio récord de 7 partidos ganados en forma consecutiva en un mismo campeonato, registro que no se quebraba desde 1959. Dicha racha histórica se extendió a nueve victorias al hilo en el marco de la competición, entre las fechas 4 y 12. Asimismo, completaría un total de 21 partidos oficiales seguidos sin conocer la derrota (sumando el Torneo Clausura 2011), seguidilla que no alcanzaba hacía mucho tiempo. El "Decano" se quedaría nuevamente con el vicecampeonato, afirmándose entre los dos mejores de un torneo, tal como había ocurrido en los dos predecesores.
No obstante, la eventual pérdida de aquel campeonato significó el lamento por parte de la masa seguidora del equipo pues llevaba una amplia ventaja de puntos durante gran parte del certamen, cediendo la conquista del título de manera poco creíble en la última jornada ante su más tradicional adversario, Cerro Porteño en un encuentro muy disputado con arbitraje polémico de Carlos Amarilla y un gol legítimo anulado por el juez de línea Juan Zorrilla al equipo franjeado tras un gran cabezazo de Carlos Humberto Paredes en el área cerrista. Esto provocó la salida de manera tormentosa del director técnico, Gerardo Pelusso, que a raíz de su casi inmediata vinculación con la Selección Paraguaya, mantuvo un fuerte entredicho con el por entonces presidente de la entidad, Marcelo Recanate, quien lo llegó a calificar de "traidor".
Por otra parte, en el plano internacional, Olimpia clasificaría a las Copas Sudamericanas de 2011 y 2012, como así también a la Copa Libertadores 2012 a la que retornaba tras 8 años de ausencia, el espacio de tiempo más prolongado de su historia sin asistir a dicha competición. El hecho quizás más destacable de aquella participación se produce en un partido por la fase de grupos frente al Flamengo de Brasil, liderado por sus máximas figuras Ronaldinho Gaúcho y Vagner Love. Tras ir perdiendo por la cuenta de 3-0 en condición de visitante, y a falta de escasos minutos para la conclusión del juego, de manera inesperada Olimpia logra empatarlo a 3 con los goles de Pablo Zeballos, Luis Nery Caballero y el colombiano Vladimir Marín.

### Una final más: Copa Libertadores 2013
Al año siguiente, en la Copa Libertadores 2013, el cuadro "franjeado" lograba una muy buena campaña bajo la conducción del experimentado entrenador e ícono del equipo de épocas pasadas, Ever Hugo Almeida, llegando hasta su 7° final en esta competición, enfrentando al Atlético Mineiro brasileño de Ronaldinho y lo hizo primeramente con un triunfo en el partido de ida disputado en Asunción por 2-0,con gol de Silva, aunque en la vuelta cayó ante el equipo brasileño por el mismo marcador y con esto fue necesario ir a una definición por tiros del punto penal que finalizó en un 4-3 a favor del Atlético Mineiro, consagrándose campeón de esta competición por primera vez en su historia, quedando Olimpia con su 4° subcampeonato de Copa Libertadores de América.
El D.T. Ever Hugo Almeida estuvo acompañado de su ayudante técnico e hijo Iván Almeida y de Gustavo Bobadilla. Algunos jugadores de este plantel fueron: Martín "Superman" Silva, Salustiano Candia, Julio Manzur, Herminio Miranda, Carlos Humberto Paredes, Alejandro Silva, Sebastián Ariosa, Richard Salinas, Nelson Benítez, Jorge Báez, Fabio Caballero, Richard Ortiz, Eduardo Aranda, Wilson Pittoni, Juan Manuel Salgueiro, Fredy "El Zorro" Bareiro, Juan Carlos "El Tanque" Ferreyra, Arnaldo "Chucky" Castorino y otros más.

### Marco Trovato (2014-2020)
La 40
Bajo el mandato del presidente Marco Trovato, y de la mano del entrenador Francisco Chiqui Arce, el cuadro franjeado supo conquistar su cuadragésimo título de Primera División al quedarse con el torneo Clausura de 2015, cuyo ganador debió dirimirse en una finalísima tras igualar con Cerro Porteño en 44 puntos al cabo de las 22 jornadas. El vencedor del encuentro decisivo, disputado el 9 de diciembre, fue Olimpia por la cuenta de 2 goles contra 1. A lo largo del certamen, el capitán del equipo fue Salustiano Candia y su máximo realizador fue Pablo Zeballos, con siete dianas.
El Tetracampeonato
El 30 de mayo de 2018, Olimpia obtuvo el título de campeón del torneo Apertura, a falta de dos fechas para la culminación del campeonato. El Decano le sacó una diferencia de once puntos a su más inmediato perseguidor, Cerro Porteño. Por la jornada 20, venció al Club Libertad por la cuenta de 2 a 1 (goles de William Mendieta y Néstor Camacho; descontó Darío Verón, en contra de su valla) en el estadio Defensores del Chaco, que estaba colmado de público, con un mosaico alusivo a Roque Santa Cruz, quien cumplía su partido número 100 con la camiseta franjeada. El DT. Daniel Garnero se convirtió en el primer entrenador argentino en consagrarse campeón de un torneo local con Olimpia.
En la segunda mitad del año la historia volvió a repetirse con la conquista del torneo Clausura. De igual manera que en el certamen anterior, Olimpia dio la vuelta olímpica cuando aún restaban dos fechas por disputarse. Ocurrió un 28 de noviembre de 2018, en la jornada 19 (regularización) ante Guaraní, al cual doblegó por 4 a 1, con tantos de Julián Benítez, Juan Patiño, Hugo Quintana y Jorge Ortega. En esta ocasión, la ventaja obtenida por sobre el segundo de la tabla, de vuelta Cerro Porteño, fue de nueve unidades. En cuanto a cifras estadísticas, el conjunto de Garnero alcanzó un récord histórico de puntos en una sola temporada (sumando ambos torneos) al acumular 102 unidades, una más que en el impuesto por Libertad en el año 2008. Así también, anotó un centenar de tantos quedando a cinco de igualar la marca establecida por Guaraní en 2014.
Mientras que por la primera edición de la Copa Paraguay, Olimpia terminó quedándose con el subcampeonato al perder en la final frente a Guaraní, contra el que igualó a dos goles en el tiempo normal del juego, forzando una definición por penales en la que el equipo aurinegro fue más certero para lograr el título.
El 4 de mayo de 2019 por la regularización de la fecha 15 Olimpia ganó por 6-0 al Club Deportivo Santaní consagrándose campeón del Torneo Apertura 2019 y obteniendo su título número 43 de la Liga en su historia. A la vez logró otros récords como un tercer tricampeonato y el cuarto título invicto en su historial, siendo, no lo solo el club más ganador del fútbol paraguayo, sino el de mayor número de campeonatos invictos con 4(en 1929,1959,1993 y Apertura 2019)
El 8 de diciembre de 2019 Olimpia levanta su cuarto título consecutivo en un partido que terminó 2-2 ante Guaraní en la fecha 21 del Torneo Clausura 2019, con goles para el "legendario" por parte de Claudio Aquino en el minuto 45 y Guillermo Benítez en el 50, empatando Roque Santa Cruz en los minutos 61 y 91, el segundo gol tras empujar un casi gol de Hugo Fernández Martínez, alcanzando este resultado para que Olimpia sea campeón al ser ya inalcanzable en puntaje, coronándose tetracampeón del fútbol paraguayo por cuarta vez, el campeonato logrado es el 44 título de Primera División conseguido después de 60 años en su propio estadio, el decano rompió mucho récords en Primera División rompió el récord de Guaraní de 105 goles logrado en 2014 en una temporada sumando los dos torneo del año, la franja logró el impresionante 114 goles y como si fuera poco rompió su propia marca del club que más punto acumulado hizo en el año pues logró 108 puntos y superó lo que había logrado el propio Olimpia solo un año antes de 102 puntos en toda la historia de la liga paraguaya, que engrandece aún más la historia del club que más títulos ha ganado en el fútbol paraguayo.

### Reestructuración y Crisis (2020-2024)
La 45
Tras el histórico Tetracampeonato anterior, el Franjeado se preparó muy fuertemente para la temporada 2020, generando altas expectativas con la contratación del togolés Emmanuel Adebayor, el uruguayo Diego Polenta, el argentino Nicolás Domingo, Derlis González, Alan Benítez y Jorge Eduardo Recalde, entre otras incorporaciones. El primer semestre durante el Apertura y Libertadores empezó relativamente bien, con resultados justos, pero con el paso de los partidos el Decano empezó a sufrir de un bajo rendimiento en el equipo, provocando la eliminación en la fase de grupos de la Libertadores sin siquiera clasificar a la segunda fase de la Sudamericana, y quedar como Vicecampeón en el Apertura 2020, por detrás del campeón que fue el Club Cerro Porteño, su cuerpo técnico Tetratacampeón encabezado por Daniel Garnero fue reemplazado, además de la ida de varias figuras como Adebayor, que generó revuelo su llegada aportando poco y nada, Viudez, Ortega, Montenegro, Leguizamon, Caballero entre otros, generó una nefasta primera parte del año para el Decano. En el segundo semestre, ya bajo el mandato del presidente Miguel Brunotte, se llevó a cabo el Clausura en formato especial debido al cese de actividades deportivas a nivel mundial por la pandemia del COVID-19. A pesar de las dificultades de un duró año, el Decano encabezado por su nuevo Director Técnico en ese momento, Néstor Gorosito, logró conquistar el Clausura, obteniendo así su título número 45 a nivel local, al derrotar en la final por penales al Club Guaraní.
Crisis, Copa y Supercopa Paraguay 2021
Después de quedar como Vicecampeón del Torneo Apertura 2021, por detrás del Club Libertad que se consagró Campeón.
El Decano del fútbol guaraní paso por una racha realmente mala en el segundo torneo del año, Olimpia no tenía una racha de derrotas tan similar desde las temporadas 2004-2005, que lo dejaron octavo en el Torneo Clausura 2021, en la Copa Libertadores Olimpia logró llegar hasta los cuartos de final donde sería derrotado por el Flamengo de manera contundente con un global de 9-2.
El Franjeado en el segundo semestre de 2021 logró conquistar su primera Copa Paraguay en la tercera edición de la competencia, al derrotar por penales en la final al Club Sol de América. Al ganar la "Copa de Todos" el Franjeado obtuvo el derecho a disputar la primera edición de la Supercopa Paraguay, enfrentando al mejor campeón del año que fue Cerro Porteño que conquistó el Clausura.
En la final el Rey de Copas derrotó por 3-1 a su tradicional rival, logrando así salvar uno de los años más complicados en su historia, consiguiendo quedando como Campeón de la Supercopa Paraguay.
La 46
Olimpia logra su campeonato número 46 al ganar el torneo clausura 2022 en la última fecha, frente a Nacional,El decano empezaría perdiendo con un gol de David Fleitas al minuto 18. Pero en el segundo tiempo, con una pared con Walter Rodrigo Gonzáles, el número 9 Brian Montenegro marcaría el empate definitivo. Con este resultado Olimpia se consagraba campeón del clausura y clasificaba a la segunda edición de la SuperCopa Paraguay, contra el campeón de la Copa Paraguay, Ameliano
Derrota en la Supercopa y temprana eliminación
El "decano", enfrentó al ya citado equipo, Ameliano, por la segunda edición de la Supercopa de Paraguay. El "franjeado", llegó con ilusiones de conseguir el "bisupercampeonato", con el estadio llenó de olimpistas. Lamentablemente, la "o", fue derrotada por la mínima por la "V azulada", siendo ésta una de las mayores derrotas del "decano".

### Vuelta a la Gloria (2024-Actualidad)
La 47
En el Torneo Clausura 2024, Olimpia se consagró campeón del fútbol paraguayo y obtuvo su 47ª estrella de forma anticipada, consolidándose como el club más ganador del país. El equipo fue dirigido por el argentino Martín Palermo, quien logró su primer título como entrenador.
La consagración llegó el 17 de noviembre de 2024, tras empatar sin goles ante Sportivo 2 de Mayo en Pedro Juan Caballero. A pesar de jugar con un hombre menos desde el minuto 33 por la expulsión de Facundo Zabala, el equipo sostuvo el resultado. Gracias a la derrota de Nacional ante Tacuary, Olimpia se coronó campeón con dos fechas de anticipación, acumulando 40 puntos y una ventaja de siete sobre sus escoltas.
Durante la campaña destacaron figuras clave como el arquero uruguayo Gastón Olveira, quien disputó 44 partidos con 20 vallas invictas. En defensa, el argentino Manuel Capasso y Junior Barreto conformaron una zaga sólida, y en el mediocampo, el capitán Richard Ortiz sumó su décimo título con la camiseta franjeada. Rodney Redes también fue una de las piezas claves en el ataque.
El presidente del club, Rodrigo Nogués, celebró el logro y expresó: "Esperemos que esto no sea solo la culminación, sino el inicio de algo más grande".
Con este título, Olimpia aseguró su participación en la Supercopa Paraguaya 2025 y renovó sus aspiraciones en torneos internacionales.
La mala campaña en la Copa Libertadores 2025
El Club Olimpia de Paraguay, que clasificó como Paraguay 1 tras ganar el Torneo Clausura 2024, tuvo una participación decepcionante en la Copa Libertadores 2025. A pesar de las expectativas por su condición de campeón local, el equipo terminó eliminado en la fase de grupos, quedando en la última posición del Grupo H.
Olimpia sumó solo 5 puntos en seis partidos, con una victoria, dos empates y tres derrotas, lo que no fue suficiente para avanzar a las siguientes rondas. El rendimiento irregular del equipo, tanto en defensa como en ataque, fue señalado como una de las causas principales de esta eliminación temprana. La fragilidad defensiva permitió recibir goles en momentos claves, mientras que la ofensiva no logró concretar las oportunidades generadas.
La directiva y la prensa calificaron esta campaña como un "fracaso" para un club con la historia y el prestigio de Olimpia, que tradicionalmente es protagonista en competiciones internacionales. Además, la eliminación se sumó a una tendencia negativa para los equipos paraguayos en la Libertadores de los últimos años, especialmente para aquellos que ingresan como Paraguay 4, aunque en esta ocasión Olimpia fue Paraguay 1.
Para superar este mal momento, el club necesita realizar una evaluación profunda de su plantilla y estilo de juego, y reforzar las áreas débiles para recuperar la competitividad que siempre lo ha caracterizado.

## Presidentes
| - 1902-1902: William Paats (Honorario) - 1902-1902: Ramón Bareiro - 1902-1904: Lucio Sila Godoy - 1905-1906: Junio Quinto Godoy - 1907-1908: Héctor Cabañas - 1909-1910: Carlos Sosa - 1910-1910: Pacífico de Vargas - 1911-1911: Genaro Gutiérrez Yegros - 1912-1913: Francisco Arrom - 1913-1913: Genaro Gutiérrez Yegros - 1914-1916: Carlos Sosa - 1917-1919: Marcelo Moreschi - 1920-1921: Manuel Riquelme - 1921-1922: Carlos Sosa - 1922-1923: Esteban Semidei - 1923-1923: Blas L. Domínguez - 1924-1924: Eduardo Charpentier - 1925-1926: Federico R. Gómez - 1927-1927: Eduardo Charpentier - 1928-1928: Juan B. Lapierre - 1928-1928: Ricardo John - 1929-1930: Humberto Garabano - 1931-1934: Juan Pablo Gorostiaga - 1935-1936: Atilio Galfre - 1936-1940: Juan Pablo Gorostiaga - 1941-1942: José Tomás Sánchez Zorrilla |  | - 1943-1944: Óscar S. Netto - 1944-1945: Herminio Arietti - 1945-1951: Lydio Quevedo - 1952-1959: Manuel Ferreira Sosa - 1960-1965: Elías A. Saba - 1966-1966: Pascual Scavone - 1967-1967: Vicente Scavone - 1968-1969: Juan Britez Caballero - 1970-1971: Manuel Battilana Peña - 1971-1972: Rodolfo Gubetich - 1972-1973: Nicolás Bo - 1973-1974: Osvaldo Domínguez Dibb - 1974-1976: Humberto Domínguez Dibb - 1976-1990: Osvaldo Domínguez Dibb - 1990-1996: Óscar Carísimo Netto - 1996-2004: Osvaldo Domínguez Dibb - 2004-2006: Óscar Vicente Scavone - 2006-2007: Manuel Nogués Zubizarreta - 2007-2008: Óscar Paciello - 2008-2010: Eduardo Delmás - 2010-2013: Marcelo Recanate - 2013-2014: Óscar Carísimo Netto - 2014-2020: Marco Trovato - 2020-2021: Miguel Brunotte - 2021-2024: Miguel Cardona - 2024-Actualidad: Rodrigo Nogués |

## Participaciones internacionales
Nota: En negrita competiciones vigentes en la actualidad.
| Competición                       | Ediciones |
| --------------------------------- | --- |
| Copa Libertadores de América (46) | 1960, 1961, 1963, 1966, 1969, 1970, 1972, 1973, 1974, 1975, 1976, 1977, 1979, 1980, 1981, 1982, 1983, 1984, 1986, 1987, 1988, 1989, 1990, 1991, 1993, 1994, 1995, 1996, 1998, 1999, 2000, 2001, 2002, 2003, 2004, 2012, 2013, 2016, 2017, 2018, 2019, 2020, 2021, 2022, 2023, 2025. |
| Copa Sudamericana (8)             | 2008, 2010, 2011, 2012, 2015, 2017, 2022, 2024. |
| Supercopa Sudamericana (10)       | 1988, 1989, 1990, 1991, 1992, 1993, 1994, 1995, 1996, 1997. |
| Copa Intercontinental (3)         | 1979, 1990, 2002. |
| Recopa Sudamericana (2)           | 1990, 2002. |
| Copa Interamericana (2)           | 1980, 1990. |
| Copa Máster de Supercopa (2)      | 1992, 1994. |
| Copa Mercosur (4)                 | 1998, 1999, 2000, 2001. |
| Copa Conmebol (1)                 | 1992. |

## Instalaciones

### Estadio Osvaldo Domínguez Dibb

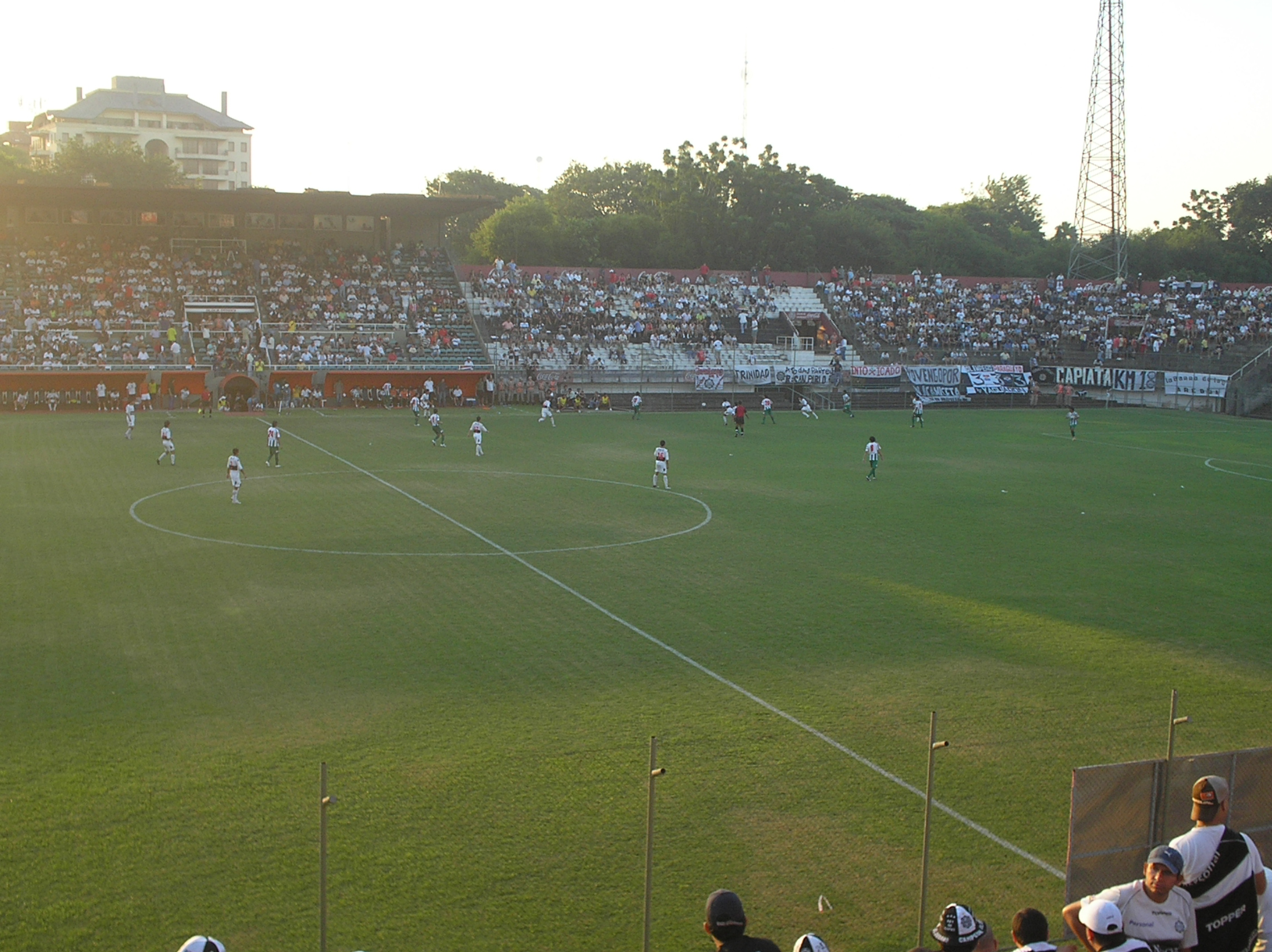
Olimpia, jugando de local en el entonces llamado Estadio Manuel Ferreira.

El Estadio Osvaldo Domínguez Dibb, que también es conocido como "El Bosque" o simplemente "Para Uno", es el estadio del Club Olimpia. Lleva el nombre de Osvaldo Domínguez Dibb, expresidente de la institución, quien condujo al Olimpia bajo su presidencia a 14 títulos nacionales, 1 Copa Intercontinental, 3 Copas Libertadores, 2 Recopa Sudamericana y 1 Copa Interamericana.
El estadio tiene aproximadamente capacidad para 25.820 espectadores. Está ubicado en el barrio Mariscal López de Asunción sobre la avda. Mcal. López, n.º 1499. Fue inaugurado en el año 1965 en un partido entre el local Olimpia y el Santos FC de Brasil, que terminó igualado 2 a 2.
En marzo de 2017, la comisión directiva decidió retirar parcialmente vallas y alambrados perimetrales que separaban a los espectadores del campo de juego. Finalmente, por orden de la Comisión de Inspección de Canchas de la APF se dispuso mantener los vallados que se ubican únicamente detrás de los arcos.
A partir de junio de 2017 el sector de preferencias cuenta con butacas por primera vez en su historia. Las mejoras fueron inauguradas en ocasión del partido frente a Sol de América por la 21.ª fecha del torneo Apertura, el domingo 18 de junio.
En diciembre de 2019, el club anunció que el estadio tendrá una sección vip en el sector de plateas, denominado "Campeones del Mundo 1979".

Vista panorámica del Estadio Manuel Ferreira

### Villa Olimpia
A las afueras de Asunción, en la ciudad de Fernando de la Mora, se encuentra ubicado el lugar de entrenamiento del plantel principal. El mismo posee un hotel donde los jugadores se hospedan para la habitual concentración antes de cada partido. Asimismo, en la ciudad de Villeta se sitúa desde 2010 la sede de entrenamientos de las divisiones formativas de nombre "Complejo Osvaldo Domínguez Dibb".
Mejoras
A fines de enero de 2018 se dio inicio a la construcción de un edificio que albergará un centro de alto rendimiento denominado "Centro para la excelencia de la salud y la performance" de la Villa Olimpia. El costo estimado de la obra, la cual ocuparía unos 1300 metros cuadrados, ronda el millón de dólares y será financiada en partes iguales por el club y socios aportantes.
En carpeta también aparece la creación de un museo.
En el marco de las mencionadas mejoras a la infraestructura del club, en 2017 la comisión directiva presentó la propuesta más ambiciosa que consiste en la construcción de un estadio, en principio para unos 40.000 espectadores, que sentaría base en la Costanera Norte sobre la margen derecha del río Paraguay, actual bahía de Asunción. El plan incluye un complejo deportivo en la misma zona. El proyecto requiere el visto bueno de la Municipalidad de Asunción, cuya junta municipal debe aprobar la entrega de un terreno de 25 hectáreas para dar inicio a las obras. La inversión sería de unos 60 millones de dólares y el plazo previsto para su terminación se extendería por unos cuatro años de duración.

## Datos del club
- Temporadas en Primera División: 114 (todas)
- Mejor puesto: Campeón (47 veces)
- Peor puesto: Último en Clausura 2004 y Apertura 2005
- Títulos nacionales: 55
- Títulos internacionales: 8

## Uniforme
- Uniforme Titular: Camiseta blanca con franja horizontal negra, pantalón blanco y medias blancas.
- Uniforme Alternativo: Camiseta negra con finas franjas horizontales blancas, pantalón negro y medias negras.
- Uniforme Tercero: Camiseta celeste, pantalón celeste y medias celestes.

El actual proveedor de indumentarias deportivas de Olimpia es Nike.

### Otros patrocinadores
- Ueno Bank
- McDonald's
- Aposta.La
- Coca-Cola
- Wepa
- Tigo

### Uniforme Titular
| 1902 | 1979 | 1980 | 1990 | 1991 | 2002 | 2003 | 2007-08 | 2008-09 |

| 2009-10 | 2010-11 | 2011-12 | 2012-13 | 2013-14 | 2014-15 | 2016 | 2017-18 | 2018-19 |

| 2019-20 | 2021 | 2022 | 2023 | 2024 | 2025 |

### Uniforme Alternativo
| 1979 | 1990 | 2002 | 2007-08 | 2008-09 | 2009-10 | 2010-11 | 2011-12 | 2012-13 |

| 2013-14 | 2014-15 | 2016 | 2017-18 | 2018-19 | 2019-20 | 2021 | 2022 | 2023 |

| 2024 | 2025 |

### Uniforme Tercero
| 2009-10 | 2012-13 | 2013-14 | 2016 | 2018-19 | 2021 | 2022 | 2023 | 2024 |

| 2025 |

### Patrocinadores e indumentaria
| Período       | Logo | Patrocinador         |
| ------------- | ---- | -------------------- |
| 1979-1986     | -    | Union Club           |
| 1987-1991     | -    | Richmond             |
| 1992-1994     | -    | Bancopar             |
| 1995-2005     |      | Diario La Nación     |
| 2006-2012     |      | Personal             |
| 2012-2013     | -    | Olimpia 1902         |
| 2013          | -    | Da Silva Automotores |
| 2014-presente |      | Tigo                 |

| Período     | Logo | Proveedor     |
| ----------- | ---- | ------------- |
| 1979        | -    | Athleta       |
| 1980-1981   | -    | Textil Paraná |
| 1982        |      | Topper        |
| 1983        | -    | Garri Sport   |
| 1984        |      | Penalty       |
| 1985-1987   | -    | Garri Sport   |
| 1988-1989   | -    | Rianco        |
| 1990-1991   | -    | Textil Paraná |
| 1992-1993   |      | Puma          |
| 1993-1994   |      | Lotto         |
| 1995-2003   |      | Topper        |
| 2004        |      | Mizuno        |
| 2005        |      | Rainha        |
| 2006-2014   |      | Kappa         |
| 2015-2016   |      | Puma          |
| 2017-2020   |      | Adidas        |
| 2021        | -    | Meta Sports   |
| 2022-Actual |      | Nike          |

## Símbolos
El "Decano" del fútbol guaraní, lleva su insignia tradicional desde su fundación hasta la actualidad.
La insignia fue parcialmente modificada de manera especial en el año 2012, llevando las 8 estrellas internacionales, junto a los 39 títulos locales obtenidos hasta ese momento.
Para el segundo semestre de la temporada 2015, el escudo volvió a su normalidad de creación, llevando abajo 3 estrellas representando las 3 Copa Libertadores de América, y arriba 1 estrella representando la Copa Intercontinental.

## Hinchada
El crecimiento de la hinchada se remontan al año 1975, en el que se crea el "Comité Benicio Ferreira" (en su mayoría por socios) con el objetivo de tener un grupo estable para alentar al club en los encuentros deportivos. En 1978, el equipo de fútbol del Olimpia se consagró campeón del Torneo Nacional, adquiriendo el derecho de disputar la Copa Libertadores de América del año siguiente. Ese recordado 1979 marcó a fuego al fútbol paraguayo y al Olimpia. Por primera vez un equipo que no sea argentino, brasileño o uruguayo ganaba la Copa Libertadores y para la final el comité organizó a la hinchada que apoyó al equipo en el estadio de la Bombonera frente a Boca Juniors. Más de 10 000 olimpistas coparon las dos bandejas visitantes del estadio xeneize y volvieron en caravana, con la copa en las manos.
A partir de ese momento el comité pasó a llamarse "Batucada 79", y estaba constituida en su mayoría por socios del club, eran unas 50 personas encargadas de mover al grueso de la banda, adquirir banderas, instrumentos, conseguir fondos para viajes, etc. En los '80 la hinchada creció en número y preponderancia, y a finales de la década deja de llamarse "Batucada 79" y nacen dos grupos: "Mafia Negra" y "Ultra Sur" (en alusión al sector en que se ubican las hinchadas olimpistas en el Estadio Defensores del Chaco, en la gradería sur). Años después nace "La Pandilla" (inspirada en la serie animada televisiva Don Gato y su Pandilla, puesto que su referente más importante César Godoy, llevaba el apodo de Gato).
En la década de 1990 mucha gente se acercaba a las hinchadas, el club era bicampeón de América, conseguía títulos en el campeonato local. Ya pasando el año 2000, cierto subgrupo perteneciente a "La Pandilla" llamado "Cambala" (villa de Asunción) se separa de su barra y el club queda con "cuatro" hinchadas diferentes, unidas a la hora de alentar pero con diferencias hasta si se quiere, irreconciliables fuera de las canchas. En un partido de la Copa Sudamericana en 2008 contra la Universidad Católica de Chile se da un enfrentamiento entre las hinchadas, lo que produce un punto de inflexión dentro de la historia. A partir de ahí se toman decisiones importantes en el seno de la misma; "Cambala" es apartada de la barra, quedando sin entradas para los partidos y fuera de la organización.
A comienzos de 2008 "Mafia Negra", "La Pandilla" y "UltraSur" se unifican, aceptando también a exmiembros de "Cambala", para formar "La Barra de la "O"", que se constituyó en hinchada oficial del Club Olimpia, entre otras cosas para dar cumplimiento a la Ley N.º 1866/2002 "Por la no violencia en los estadios deportivos", la cual establece que ya no existirán barras bravas en los distintos clubes y tampoco podrán las hinchadas tener denominaciones que inciten a la violencia. Esta ley fue la respuesta de numerosos hechos de violencia y agresión, han estado vinculados a través de los años a miembros de las barras bravas, principalmente de Olimpia y Cerro Porteño.
A principios del año 2011, "La Barra de la "O"" vuelve a entrar en conflicto, haciendo que la hinchada "franjeada" tenga una separación definitiva, creándose así 2 grupos: La Barra de la "O" y La Barra del Olimpia.
Tras la separación, "La Barra de la "O"", fue desterrada de las graderías "Sur" y fueron a alentar desde el sector norte, quedando así "La Barra del Olimpia" como hinchada oficial del club y además se quedó con la ocupación del sector sur del estadio. Muchas amenazas fueron perpetradas por parte de ambas bandas, pero hasta el momento no han sido concretadas.
En abril de 2015, después de 4 años de rivalidad "La Barra del Olimpia" y "La Barra de la "O"" arreglan sus diferencias, y logran la tan anhelada unificación de la poderosa hinchada "franjeada". Con la integración de los grupos que se encontraban separados vuelven a ser una sola hinchada, bajo el nombre y la bandera de "La Barra del Olimpia".
Luego de la unificación que se realizó en 2015, seguía las diferencias entre "La Barra del Olimpia" y "La Barra de la "O"" que en octubre de 2017 durante el partido de Olimpia vs Sol de América a los 7 minutos del primer tiempo ocurre un incidente entre dichas barras, dejando un gran número de heridos. Por este hecho acontecido "La Barra del Olimpia" fue suspendido por un año para el ingreso a los eventos de fútbol del Club Olimpia.
Después de lo acontecido, referentes de la facción "Mafia Negra" exigieron a los líderes de "La Barra del Olimpia" a dar un paso al costado por el bien de todos los Olimpistas y de la barra, quedando la facción Mafia Negra a cargo de Mario Mora y Enrique Coronel "Enry". También se sumó al cambio de líderes la facción de "UltraSur" quien se quedó a cargo de Salomón Roque y Camilo Trinidad.
Actualmente la hinchada organizada del Olimpia es "La Barra 79", haciendo alusión a la antigua "Batucada 79".

## Jugadores

### Plantilla 2025
- Los clubes paraguayos están limitados por la APF a tener durante el partido de Primera División un máximo de cuatro futbolistas extranjeros.

### Altas y bajas 2025
| Altas        |          |             |           |
| Jugador      | Posición | Procedencia | Tipo      |
| Robert Rojas | Defensor | River Plate | Traspaso. |

| Bajas        |          |          |         |
| Jugador      | Posición | Destino  | Tipo    |
| Robert Rojas | Defensor | Libertad | Cesión. |

### Jugadores históricos
- Máximos goleadores en todas las competiciones:

| #  | Jugador               | Goles |
| -- | --------------------- | ----- |
| 1  | Mauro Caballero       | 102   |
| 2  | Roque Santa Cruz      | 92    |
| 3  | Adriano Samaniego     | 89    |
| 4  | Alejandro Silva       | 79    |
| 5  | Luis Alberto Monzón   | 74    |
| 6  | Derlis González       | 68    |
| 7  | William Mendieta      | 65    |
| 8  | Raúl Vicente Amarilla | 63    |
| 9  | Néstor Camacho        | 61    |
| 10 | Gabriel González      | 57    |

Nota: En negrita los jugadores activos en el club
Actualizado al 29 de mayo de 2025.
- Máximos goleadores en liga:

| #  | Jugador             | Goles |
| -- | ------------------- | ----- |
| 1  | Mauro Caballero     | 95    |
| 2  | Roque Santa Cruz    | 79    |
| 3  | Alejandro Silva     | 75    |
| 4  | Adriano Samaniego   | 72    |
| 5  | Derlis González     | 64    |
| 6  | William Mendieta    | 62    |
| 7  | Luis Alberto Monzón | 57    |
| 8  | Néstor Camacho      | 56    |
| 9  | Gabriel González    | 50    |
| 10 | Brian Montenegro    | 42    |

Nota: En negrita los jugadores activos en el club
Actualizado al 29 de mayo de 2025.
- Máximos goleadores por Copa Libertadores:

| # | Jugador               | Goles |
| - | --------------------- | ----- |
| 1 | Raul Vicente Amarilla | 22    |
| 2 | Luis Alberto Monzón   | 17    |
| 3 | Richart Báez          | 16    |
| 4 | Adriano Samaniego     | 16    |
| 5 | Hugo Talavera         | 15    |

- Jugadores con más partidos disputados en Copa Libertadores:

| # | Jugador            | Partidos |
| - | ------------------ | -------- |
| 1 | Ever Hugo Almeida  | 113      |
| 2 | Jorge Guasch       | 77       |
| 3 | Virginio Cáceres   | 62       |
| 4 | Adolfo Jara Heyn   | 61       |
| 5 | Juan Carlos Franco | 59       |

## Entrenadores
- Lista de entrenadores.
- Manuel Fleitas Solich (1942)
- Carlos Peucelle (19??–??)
- Aurelio González (195?–6?)
- Roque Máspoli (197?–7?)
- Luis Cubilla (enero 1979 – junio 1980)
- José Sasía (1980)
- Luis Cubilla (1982)
- Sergio Markarián (1983–1984)
- Aníbal Ruiz (1985)
- Sergio Markarián (1986)
- Aníbal Ruiz (1987)
- Luis Cubilla (enero 1988 – junio 1991)
- Aníbal Ruiz (1991)
- Roberto Perfumo (1992)
- Osvaldo Piazza (1992)
- Ever Hugo Almeida (enero 1993 – enero 1994)
- Gustavo Benítez (enero 1994 – diciembre 1994)
- Luis Cubilla (enero 1995 – diciembre 1999)
- Alicio Solalinde (enero 2000 – diciembre 2000)
- Luis Cubilla (enero 2001 – abril 2001)
- Alicio Solalinde (abril 2001 – junio 2001)
- Aníbal Ruiz (julio 2001 – diciembre 2001)
- Nery Pumpido (enero 2002 – marzo 2003)
- Alicio Solalinde (marzo 2003 – julio 2003)
- Luis Cubilla (julio 2023 – diciembre 2023)
- Gustavo Benítez (agosto 2004 – febrero 2005)
- Carlos Kiese (febrero 2005 – diciembre 2005)
- Luis Cubilla (enero 2006 – junio 2006)
- Óscar Paulín (junio 2006 – noviembre 2006)
- José Saturnino Cardozo (noviembre 2006 – marzo 2007)
- Alicio Solalinde (marzo 2007 – septiembre 2007)
- Carlos Jara Saguier (septiembre 2007 – diciembre 2007)
- Gustavo Costas (enero 2008 – julio 2008)
- Ever Hugo Almeida (agosto 2008 – julio 2009)
- Carlos Kiese (julio 2009 – noviembre 2009)
- José Saturnino Cardozo (noviembre 2009 – agosto 2010)
- Luis Cubilla (agosto 2010 – diciembre 2010)
- Nery Pumpido (enero 2011 – mayo 2011)
- Gerardo Pelusso (julio 2011 – julio 2012)
- Gregorio Pérez (julio 2012 – septiembre 2012)
- José Cardozo (septiembre 2012 – diciembre 2012)
- Ever Hugo Almeida (enero 2013 – marzo 2014)
- Diego Alonso (marzo 2014 – octubre 2014)
- Luis Alberto Monzón (octubre 2014)
- Nery Pumpido (octubre 2014 – marzo 2015)
- Francisco Arce (marzo 2015 – febrero 2016)
- Fernando Jubero (febrero 2016 – diciembre 2016)
- Pablo Repetto (enero 2017 – febrero 2017)
- Mauro Caballero (febrero 2017 – mayo 2017)
- Ever Hugo Almeida (mayo 2017 – octubre 2017)
- Aldo Bobadilla (octubre 2017 – diciembre 2017)
- Daniel Garnero (enero 2018 – noviembre 2020)
- Néstor Gorosito (noviembre 2020 – marzo 2021)
- Sergio Orteman (marzo 2021 – agosto 2021)
- Enrique Landaida (agosto 2021 – septiembre 2021)
- Álvaro Gutiérrez (septiembre 2021 – octubre 2021)
- Julio César Cáceres (octubre 2021 – marzo 2023)
- Diego Aguirre (marzo 2023 – julio 2023)
- Francisco Arce (julio 2023 – febrero 2024)
- Martín Palermo (febrero 2024 – abril de 2025)
- Fabián Bustos (abril de 2025 – julio de 2025)
- Ramón Díaz (julio de 2025 – )

### Entrenadores con más títulos
| Entrenador       | Títulos | Detalles |
| Luis Cubilla     | 16      | Campeonato Paraguayo de Fútbol 1979 Copa Libertadores 1979 Copa Intercontinental 1979 Copa Interamericana 1980 Campeonato Paraguayo de Fútbol 1980 Campeonato Paraguayo de Fútbol 1982 Campeonato Paraguayo de Fútbol 1988 Campeonato Paraguayo de Fútbol 1989 Copa Libertadores 1990 Supercopa Sudamericana 1990 Recopa Sudamericana 1991 Campeonato Paraguayo de Fútbol 1995 Campeonato Paraguayo de Fútbol 1997 Campeonato Paraguayo de Fútbol 1998 Campeonato Paraguayo de Fútbol 1999 Recopa Sudamericana 2003 |
| Aurelio González | 7       | Campeonato Paraguayo de Fútbol 1956 Campeonato Paraguayo de Fútbol 1957 Campeonato Paraguayo de Fútbol 1958 Campeonato Paraguayo de Fútbol 1959 Campeonato Paraguayo de Fútbol 1960 Campeonato Paraguayo de Fútbol 1965 Campeonato Paraguayo de Fútbol 1975 |
| Daniel Garnero   | 4       | Torneo Apertura 2018 Torneo Clausura 2018 Torneo Apertura 2019 Torneo Clausura 2019 |

## Palmarés
Nota: en negrita competiciones vigentes en la actualidad.
Torneos Nacionales (55)
| Competición Nacional                                | Títulos | Subcampeonatos |
| --------------------------------------------------- | --- | --- |
| Primera División de Paraguay (47) (Récord Absoluto) | 1912, 1914, 1916, 1925, 1927, 1928, 1929, 1931, 1936, 1937, 1938, 1947, 1948, 1956, 1957, 1958, 1959, 1960, 1962, 1965, 1968, 1971, 1975, 1978, 1979, 1980, 1981, 1982, 1983, 1985, 1988, 1989, 1993, 1995, 1997, 1998, 1999, 2000, 2011-C, 2015-C, 2018-A, 2018-C, 2019-A, 2019-C, 2020-C, 2022-C, 2024-C. | 1906, 1907, 1915, 1917, 1920, 1923, 1939, 1941, 1943, 1955, 1961, 1963, 1969, 1972, 1973, 1974, 1986, 1987, 1994, 2011-A, 2012-A, 2016-A, 2016-C, 2017-C, 2020-A, 2021-A. |
| Copa Paraguay (1/1)                                 | 2021. | 2018. |
| Supercopa Paraguay (1/2)                            | 2021. | 2022, 2024. |
| Plaqueta Millington Drake (4/1)                     | 1943, 1947, 1948, 1951. | 1949 |
| Torneo República (2)                                | 1976, 1992. | - |

Torneos Internacionales (8)
| Competición internacional          | Títulos           | Subcampeonatos          |
| ---------------------------------- | ----------------- | ----------------------- |
| Copa Libertadores de América (3/4) | 1979, 1990, 2002. | 1960, 1989, 1991, 2013. |
| Supercopa Sudamericana (1/0)       | 1990.             | -                       |
| Recopa Sudamericana (2/0)          | 1991, 2003.       | -                       |
| Copa Intercontinental (1/2)        | 1979.             | 1990, 2002.             |
| Copa Interamericana (1/1)          | 1980.             | 1990.                   |
| Copa Conmebol (0/1)                | -                 | 1992.                   |
| Copa Máster de Supercopa (0/1)     | -                 | 1994.                   |

## Otros deportes
El Club Olimpia no solo se destaca en la práctica del fútbol, también cuenta con un departamento deportivo que contrata y entrena a atletas de diferentes disciplinas deportivas como el futsal, el baloncesto y el rugby.

### Baloncesto
El baloncesto del Club Olimpia es la entidad con más campeonatos paraguayos ganados, tanto en la rama masculina como en la femenina.
Su logro más destacado es el Campeonato Sudamericano de Clubes Campeones alcanzado en 1953, siendo el único club paraguayo con un título internacional en este deporte.

### Rugby
Confirmada la Super Liga Americana de Rugby, la primera competición profesional de dicho deporte en el continente (sin contar con la participación de la franquicia argentina que juega en el Super Rugby, Jaguares), la Unión de Rugby del Paraguay (URP) junto con el Club Olimpia crean la primera franquicia paraguaya de rugby profesional, los Olimpia Lions, en 2023 el equipo fue renombrado como Yacaré XV.